# Abbot Pass
Abbot Pass är ett bergspass på gränsen mellan provinserna Alberta och British Columbia i Kanada.  Passet ligger 2 925 meter över havet i Klippiga bergen på vattendelaren mellan Stilla havet och Hudson Bay. Abbot Pass ingår i Banff National Park i Alberta och Yoho National Park i British Columbia.
De högsta punkterna i närheten är topparna på Mount Lefroy (3 423 m ö.h.) på östra sidan av passet och Mount Victoria (3 464 m ö.h.) på västra sidan. Närmaste större samhälle är Lake Louise, 10 km nordost om Abbot Pass. 
Passet är namngivet efter bergsklättraren Phillip Stanley Abbot som dog i en olycka på Mount Lefroy 1896. 1922 byggde schweiziska bergsguider en Abbot Pass Hut i passet åt Canadian Pacific Railway för att öka turismen i området.